# Bruno Jori
Bruno Jori (* 21. Dezember 1922 in Meran, Südtirol; † 6. Oktober 1970) war ein italienischer Dokumentarfilmer, Filmregisseur und Träger des Deutschen Filmpreises.

## Leben
Bruno Jori wurde 1922 in Meran geboren und gilt als einer der wichtigsten Südtiroler Filmemachern.
Jori begann nach dem Krieg Filme zu machen. Er sammelte erste Erfahrungen bei der eigenen Produktion von Kurzfilmen.
Ab den 1950er Jahren entstand eine Freundschaft sowohl beruflich als auch privat mit den Filmemachern Karl Schedereit und Mario Deghenghi aus Meran. Gemeinsam führte das Trio eine Reihe von Filmprojekten durch.
Bruno Jori wurde durch den Dokumentarfilm Bagnolo – Dorf zwischen schwarz und rot, der 1963 gedreht wurde und 1964 mehrfach ausgezeichnet wurde, international bekannt. Der Filmkritiker Wilhelm Roth (1937–2023) würdigte ihn als den ersten langen deutschsprachigen Dokumentarfilm, „der einen neuen Ton ins Genre brachte […], ein Film aus dem Geiste des Cinema Direct, aber noch ohne dessen technische Möglichkeiten. […] Bruno Jori hat die vorhandene Technik perfektioniert und damit die neue Technik (fast) vorweg genommen“.

## Filmografie (Auswahl)
- 1953: Von alten und neuen Dingen in Südtirol
- 1953: Val Gardena
- 1953: Leben am Fluss[11]
- 1954: Nozze Fassane[12]
- 1954: Die Etsch – La vita sul fiume
- 1956: Türkei – einst und jetzt
- 1957: L'angelica amica
- 1957: Die Buchklinik
- 1957: La verde età
- 1958: Die siebente Puppe / Karl von Feilitzsch (Musik)[13]
- 1959: Kleinstadttheater
- 1959: Spina – die versunkene Stadt
- 1960: Geisterstadt
- 1961: Wilder Westen – Abseits vom Wege
- 1962: Fremd in Deutschland – Paolo Gennari (WDR)
- 1963–64: Bagnolo – Dorf zwischen schwarz und rot / Hans Posegga (Musik)[14]
- 1966: Hoffnungsgruppe / Rainer Werner Fassbinder (Mitarbeiter)[15][16]
- 1966–70: Mitgestaltung RAI Bozen
- 1970: Südtiroler Künstler: Markus Vallazza / Elisabeth Baumgartner – Sendereihe (RAI)

## Auszeichnungen
1964-65
- BAGNOLO – DORF ZWISCHEN SCHWARZ UND ROT – Bruno Jori, BRD 1963/1964: IFFMH * Mannheimer Golddukaten * FIPRESCI-Preis der Internationalen Filmkritik * Preis und Volkshochschule Jury-Auszeichnung[17]
- BAGNOLO – DORF ZWISCHEN ROT UND SCHWARZ (BRD 1964, R: Bruno Jori) – Leipziger Kurz- und Dokumentarfilmwoche 1964: Goldene Taube, Großer Preis
- Kulturfilmprämie 1964 des Bundesinnenministeriums als Leistung von internationalem Rang
- Deutscher Filmpreis 1965: Filmband in Silber; „Abendfüllender Kultur- und Dokumentarfilm“
- Curt Oertel–Medaille (für Bagnolo) für den besten deutschen Dokumentarfilm, 1965 der Arbeitsgemeinschaft der Filmjournalisten e.V.

## Ehrungen
- 2017: „Hommage an Bruno Jori, Regisseur“ – Skulptur von Sissi Daniela Olivieri an der Passerpromenade in Meran. Im Auftrag von Kunst Meran – Museum für zeitgenössische Kunst.

## Film über Bruno Jori
- 2014: BRUNO JORI Dokumentarist – Film von Martin Hanni (Trailer) auf YouTube, 9. April 2014. Im Auftrag von RAI Südtirol.